# Опсада Краљева
Опсада Краљева је један од најважнијих догађаја у окупираној Србији 1941. године. Трајала је од 9. до 31. октобра, а заједно су је извеле четничке и партизанске снаге против немачког гарнизона у Краљеву.
Устаничке снаге су бројале између 3.000 и 4.000 бораца. Битка је почела 9. октобра у близини манастира Жича, а за одмазду је немачки гарнизон већ 14. октобра узео прве таоце и починио масакр у Краљеву, када је убијено око 2.000 цивила.
Партизанске снаге су 23. октобра напустиле опсаду Краљева, регруписале се и напале четнике код Чачка, Ужица и Пожеге. Четници су наставили са опсадом и 31. октобра су употребили два заробљена тенка у нападу на немачке положаје, али без успеха и са великим жртвама.
Краљево је ослобођено 29. новембра 1944. године, нападом здружених снага Црвене армије и Народноослободилачке војске Југославије. У првим данима након ослобођења, нове комунистичке власти су убиле најмање 240 људи означених за противнике новог режима. Званична послератна историографија је приказала четнике као главне кривце за пропаст опсаде Краљева, говорећи о њима као неповерљивим и нелојалним савезницима са слабом борбеном вредношћу.

## Позадина
Јадарски четнички одред на челу са пуковником Веселином Миситом је 31. августа 1941. године ослободио Лозницу, а током септембра и прве половине октобра су четничке снаге, самостално или у садејству са партизанима, ослободиле Богатић, Крупањ, Бању Ковиљачу, Горњи Милановац и Чачак, а опседају Крушевац.
Одлука о нападу на Краљево донета је 4. октобра у Слатини, од стране здруженог оперативног штаба четника и партизана, који су чинили генералштабни мајор Радослав Ђурић, капетан Јован Дероко, Момчило Радосављевић и Ратко Митровић. Будући да су били школовани официри, мајор Ђурић је одређен за команданта напада и здружених снага, а капетан Дероко за начелника штаба. За команду штаба одређено је Ружинско брдо, око 7 километара југозападно од града.

## Ангажоване снаге
У Краљеву се налазио штаб 739. пешадијског пука 117. ловачке дивизије, заједно са 6. и 7. четом 2. батаљона 373. пешадијског пука, 670. артиљеријским батаљоном, 522 минера 114. ловачке дивизије, као и деловима немачких снага повучених са подручја Ужица, Пожеге и Чачка. Укупно око 3.000 војника, заједно са тенковима, тешком артиљеријском и једном ескадрилом.
На устаничкој страни, ангажовани су Јелички четнички одред поручника Јована Бојовића, Буковички четнички одред поручника Душана Ђукића, Ибарски четнички одред, Чета смрти Симе Узелца, Жички четнички одред капетана Душана Лаушевића, Чачански четнички одред, Љубићки четнички одред, Конаревски четнички одред, Котленички четнички одред, Витановачки четнички одред, Гледићки четнички одред, Сирчански четнички одред, Трстенички четнички одред, Расински четнички одред, Драгачевски партизански батаљон, Љубићки партизански батаљон, Трнавски партизански батаљон, Краљевачки партизански одред „Јован Курсула“ (осим 4. драгосињачке чете), Чачански и Копаонички партизански одред. Укупно око 4.500 четника и 1.500 партизана, опремљених са два тома без нишанских справа. Левим крилом устаника у опсади командовао је капетан Дероко, а десним крилом поручник Бојовић.

## Припрема опсаде
Замисао је била да се Краљево опколи тако што би се извршило пресецања свих излаза из града - према Крушевцу, Крагујевцу и Рашки. Главни напад је требало да дође из правца Чачка.
Крајем септембра, артиљеријски бригадни генерал Љубо Новаковић, након што је напустио Косту Пећанца, кретао се са једном наоружаном групом људи око Краљева, намеран да учествује у ослобођењу града.
Окупационе власти у Краљеву су 3. октобра забраниле кретање цивила без дозволе, а затворене су радње и пијаца.
Чибуковачка чета Краљевачког партизанског одреда је 5. октобра запосела положаје код тунела "Лакат" у селу Прогорелица. Истог дана су заробили локомотиву са четири вагона, а потом уништила станичне инсталације железнице у Матарушкој Бањи. Ту су се појавиле немачке наоружане групе, па се чета повукла. Током вечери, наишао је немачки оклопни воз који је уништен. Убијен је један немачки војник, а један је заробљен.
Мањи сукоби око града су се дешавали свих наредних дана. Група бомбаша и митраљезаца Трнавског партизанског одреда је прешла Мораву и ушла у сукобе са немачким снагама. Четнички потпоручник Десимир Томашевић је код села Сирче уништио два немачка аутомобила, а затим је тешко рањен у насталој борби.

## Битка

### Сукоби код манастира Жича
У зору 9. октобра, четници под командом жандармеријског наредника Милутина Јанковића су се у близини манастира Жича сукобили са немачком јединицом која се повлачила према Краљеву. Немачке снаге су тада оштетиле манастир, а 10. октобра су и авионима бомбардовали и оштетили манастир Жичу. Устаничке снаге су овде поразиле немачке снаге 11. октобра, које су се вратиле у град. У борбама око манастира је погинуо капетан Душан Лаушевић, командант Жичког четничког одреда.

### Опсада града
Напади на сам град отпочињу у ноћи између 10. и 11. октобра. Први напад је одбијен, затим је уследио други који је такође одбијен, али у коме је мања група Чачанског партизанског одреда успела да се пробије до центра града и код зграде суда убије једног немачког официра.
Након снажне артиљеријске припреме из правца Ружића брда и села Сирча, током ноћи 14. на 15. октобар, уследио је нови напад на град из правца Ратарске школе, где се налазило јако немачко упориште. У нападу на Ратарску школу, погинуо је командант Јеличког четничког одреда поручник Јован Бојовић. Током дана, немачке снаге у граду почињу да прикупљају таоце које ће ускоро стрељати у знак одмазде. Према немачким извештајима, 717. дивизија је 16. октобра имала 14 погинулих (од чега 2 официра) и 10 рањених, а проценили су око 80 погинулих устаника.

### Повлачење партизанских снага
У јутро 21. октобра, два немачка батаљона са два тенка нападају партизане на Ружића брду. Партизани под борбом напуштају положај и остављају два топа. У силини напада, немачке јединице настављају да гоне партизане и наилазе на положаје четника са којима улазе у борбу, али видевши да су знатно бројнији, повлаче се према Краљеву. Четници су у контранападу повратили топове.
Драгачевски партизански батаљон се повукао са опсаде 23. октобра, по наређењу партизанског Врховног штаба. Ускоро се повлачи и Љубићки батаљон, који одлази у борбу против четника код Чачка.

### Последњи напад на град
Последњи покушај продора у град изведен је 31. октобра и 1. новембра. Четници су за овај напад употребили два борбена возила, два тенка Хочкис Х-39 и три топа (од којих су два преузета са напуштених партизанских положаја на Ружића брду). Тенковима су управљали поручник Жарко Боришић и поручник Драгомир Топаловић, који су успели да се пробију до немачких положаја, а Чета смрти поручника Узелца је стигла до споменика српским ратницима у центру града.
Напад четника је поново одбијен и били су принуђени на повлачење, што је поручник Узелац одбио и са око 250 четника наставио борбу, те и сам погинуо. У борбама је погинуо је капетан Петар Дејановић.

## Последице

### Масакр у Краљеву
Генерал Франц Беме издаје наредбу 10. октобра, по којој се за једног убијеног немачког војника стреља 100 талаца, а за једног рањеног 50.
Припадници 717. дивизије су 14. октобра почели да прикупљају таоце по градским улицама и да их одводе у локомотивске хангаре Железничке радионице, који су постали логор. Добошар је најпре у граду читао наредбу немачке команде о обавезној предаји радио апарата, а затим су немачки војници кренули са камионима и изводили мушкарце из кућа.
Као одговор на опсаду града, немачке окупационе власти су 15. октобра у Краљеву увеле ванредно стање и преки суд. Истог дана је стрељана прва група од 300 талаца.
Није познат укупан број стрељаних, али је именом и презименом идентификовано 2196 жртава, углавном српске националности, али и 60 Словенаца (вероватно депортованих након Априлског рата због пројугословенских ставова) и 54 Руса.

### Сукоб четника и партизана
Повлачење партизана са опсаде Краљева, додатно је продубило већ постојећи партизанско-четнички сукоб, који је тада и дефинитивно прерастао у грађански рат. Огорчени на то што су партизани напустили опсаду, четнички команданти међу који је предњачио командант Пожешког четничког корпуса артиљеријски капетан Вучко Игњатовић, кренули су у ликвидације истакнутих партизанских команданата. Тако су у Пожеги из воза извукли Милана Благојевића, команданта Првог шумадијског партизанског одреда, кога су потом стрељали.
Капетан Игњатовић је 2. новембра предводио четничке снаге у бици на Трешњици, која је имала циљ сламање Ужичке републике. Истог дана нападају и Моравичку чету Ужичког партизанског одреда у Ивањици, а током борби гине политички комесар Ариљског батаљона Стеван Чоловић.
Партизани су 7. новембра на Љубићу убили капетана Јована Дерока, начелника штаба приликом опсаде Краљева. О његовој погибији, саборац и пријатељ капетан Звонимир Вучковић је у својим мемоарима записао:
Пао је (…) човек који се од свију нас најодлучније залагао са сарадњу четника и партизана.— Звонимир Вучковић, Сећања из рата